# カール・デンケ
カール・デンケ(Karl Denke, 1860年2月11日 - 1924年12月22日)は、ドイツの連続殺人犯。

## 経歴
ミュンスターベルクの地主であったデンケは大きな屋敷を構え、農地を持ち、毎週日曜には近所の教会でオルガンを弾いており、人々から「パパ・デンケ」の愛称で尊敬されていた。街を流浪するホームレスたちを、自ら経営する下宿屋に無料で宿泊させており、その慈善業もまた人々から称賛されていた。
1924年12月21日、デンケの自室から悲鳴が上がり、別室の住人が駆けつけると、そこではデンケが下宿人の頭を斧で叩き割ろうとしていた。駆けつけた警察はデンケの部屋から、塩漬けの人肉の桶2つ、人間の骨や脂肪の入った瓶詰を発見し、それら30人以上もの人肉と見られた。さらに押収されたノートには、ホームレスたちの名前、体重、死亡年月日が几帳面に書き記されていた。デンケは罪を認め、1921年から人肉しか口にしていなかったと語った。これによりデンケは3年間、ホームレスたちを人肉として食べる目的で宿泊させていたことが明らかとなった。
逮捕後まもなくデンケは、前述のような信心深さから良心の呵責に耐えられなかったか、拘置所内で首を吊って自殺した。裁判前に自殺したため、その犯行の詳細は明らかになっていない。

## 時代背景・動機
デンケの犯行期間は第一次世界大戦直後であり、ほぼ同時期のドイツの殺人犯であるフリッツ・ハールマン、ペーター・キュルテンと並んで紹介されることが多い。彼らが犯行におよんだ背景として、大戦直後に無政府状態となったドイツにおいて人々が貧困に喘いでいたこと、被害者となるホームレスが急増したこと、道徳心の薄れた無秩序状態において犯罪が横行していたことなどが挙げられている。
デンケが犯行におよんだ動機については、このように経済的に破綻していた時代のドイツにおいて、需要と供給の法則から、供給が不足すれば価格が上昇すると考えたデンケが、高価な金を払うことなく供給を作り出すべく犯行におよんだ、などと考えられている。別説ではデンケは同性愛者であり、性欲・食欲・金銭欲すべてを満足させるため、若いホームレスを殺害して屍姦してから食用にし、さらに自分で食べるのみならず、その塩漬けや瓶詰を肉屋に卸していたとの説もある。
当時はハールマンの裁判の最中であり、ハールマンは殺害した人間の肉を闇市場で売りさばいたともいわれることから、こうしたデンケの犯行はハールマンをヒントにしたとの見方もある。

## 世間への影響
デンケの犯罪が世間に与えた影響の一つとして、1920年代半ば、ドイツの小学生の間で以下のジョークが流行した。
「ハールマン、イッヒ、デンケ (Haarmann, Ich denke)」の「ハールマン」は前述のフリッツ・ハールマンのこと、「イッヒ (Ich)」はドイツ語で「私、僕」の意、「デンケ」は「思う、考える」を意味する「denke」をカール・デンケの姓「Denke」にかけた洒落である。したがって「ハールマン、イッヒ、デンケ」の表の意味は「ハールマンだと僕は思う」、裏の意味は「ハールマン、僕、デンケ」となる。

## その他
2024年4月、Heldmaschineがシングル「Karl Denke」をリリース。